# Русудан (царица Грузии)
Русуда́н (груз. რუსუდანი; ок. 1194 — 1245) — царица Грузинского царства (1223—1245). Дочь царицы Тамары и Давид-Сослана. Правление Русудан знаменует окончание золотого века истории Грузии. Русудан была слишком слаба, чтобы сохранить независимость и целостность государства перед лицом монгольской угрозы.

## Биография
Взошла на престол 18 января 1223 года после смерти своего брата Георгия IV, получившего тяжёлое ранение в битве с монголами.
На третьем году правления Русудан, осенью 1225 года, в Грузию вторглись войска хорезмшаха Джелал ад-Дин Манкбурны, бежавшего из Хорезма от монголов. Грузинские войска под предводительством Иоанна Мхаргрдзели потерпели тяжёлое поражение в битве при Гарниси, после чего путь на Тбилиси, Карс и Гянджу оказался для хорезмских войск открыт. Они осадили Тбилиси, а царский двор переехал в Кутаиси.
В 1224 году Русудан вышла замуж за сельджукского принца Гиас ад-Дина (внука султана Кылыч-Арслана II), который принял христианство с именем Дмитрий. Её дочь Тамар (Гюрджю Хатун) была отдана в жёны сельджукскому султану Кей-Хосрову II, а после смерти последнего — за Первана, визиря и фактически правителя султаната.
9 марта 1226 года Джалал ад-Дин взял Тбилиси и полностью разорил город. В 1227 году Джалал ад-Дин снова взял Тбилиси; хотя он вынужден был покинуть город после того, как Русудан заключила союз с Конийским султанатом, вся восточная Грузия находилась под его контролем до 1230 года.
В 1236 году в третий и последний раз монголы вторглись в Закавказье, и ослабленная войнами с хорезмшахом Грузия не смогла оказать им сопротивления.

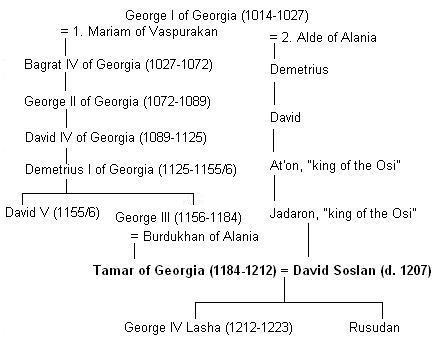
Генеалогия Русудан согласно Вахушти Багратиони.

В 1239 году заключила Грузино-монгольский договор с представителями Монгольской империи.
К 1240 году вся страна была занята монголами, а Русудан находилась в Кутаиси. В 1242 году она подписала с монголами мир, по которому признала Грузию вассалом хана и обязалась платить ему дань.
После смерти Русудан объединённое грузинское государство прекратило существование. Её сын Давид VI Нарин был отослан ко двору хана и вернулся в Грузию только после смерти Русудан. Францисканский монах Плано Карпини его увидел там в конце 1246 года. Монголы поддерживали как его, так и другого претендента на трон, незаконнорождённого сына Георгия IV, позже известного под именем Давида VII Улу (которого Русудан, опасаясь его потенциальных притязаний на престол, отправила ко двору её зятя — Конийского султана Гияс-ад-Дина Кайхосрова II, где он провёл семь лет на положении заложника). В результате государство после некоторого периода междуцарствия (продолжавшегося до 1247 года) раскололось на два — Западное и Восточное.